# Baïnouks
 (février 2022).
Pour les articles homonymes, voir Baïnouk.

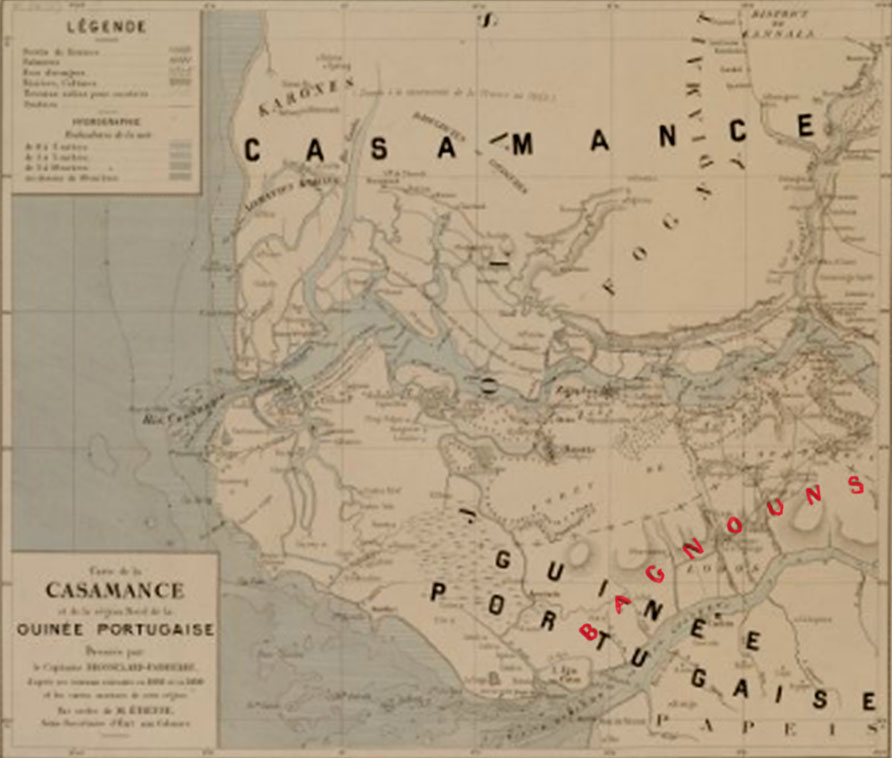
Localisation des Bagnouns (en rouge) sur une carte de la fin du XIXe siècle.

Les Baïnouks sont un peuple forestier d'Afrique de l'Ouest présent en Guinée-Bissau, en Casamance (sud du Sénégal) et en Gambie.

## Ethnonymie
Selon les sources et le contexte, on observe différentes formes : Baïnouk, Baïnounck, Baïnounk, Bainuk, Bainunk, Bainunka, Banhiin, Banhün, Bañuun, Banyon, Banyung, Baynuk, Baynunk, Nyun.

## Histoire
D'après les scientifiques, les Baïnouks serait la population la plus ancienne du Sénégal.
Au temps de l'empire du Mali, les Baïnouks vivaient bien plus au nord, au Sine et au Saloum par exemple. D'après leur tradition orale, ils sont originaires de l'est, et ont été amenés à occuper les régions du sud-ouest de la Gambie et de l'ouest de la Casamance, à la suite de l'afflux massif des conquérants malinkés. Ils arrivèrent dans les régions qu'ils peuplent aujourd'hui, sous le roi bainouk Gana Sira Bana. D'après une légende bainouk, Gana Sira Bana lança une malédiction contre son peuple bainouk, à la suite de son assassinat fomenté par ses sujets. Il promit aux Bainouks un avenir sombre et leur disparition au fil des siècles.
Ils ont également été refoulés plus au sud par les migrations des Sérères. Les Bainouks ont créé de nombreuses et puissantes chefferies, qui constituent le royaume bainouk du Kassanla, formé de vastes provinces qui s'étendaient du sud du fleuve Gambie jusqu'à la Casamance, avec la ville de Mampating comme capitale. Le royaume aux terres fertiles vivait d'une agriculture florissante. Plus tard, les Bainouks passeront sous la domination des Malinkés qui créeront à partir des provinces dominées par les Bainouks, mais aussi par les Diolas, Bassaris, Manjaques, Balantes, le royaume du Kaabu. C'est en soumettant le grand roi baïnouk, Kikikor, que les Malinkés, dirigés par Tiramakhan Traore, général de Soundiata Keita fondateur de l'Empire du Mali, s'imposèrent. Les Malinkés se mêlèrent aux familles bainoukes qui dominaient la région avant leur venue, mais aussi aux Diolas. Ces métissages seront à l'origine de la noblesse nanko (Ñaanco (en)), dynastie régnante du Kaabu, initialement de patronymes Traoré et Keita, qui prendront les patronymes Sané, Mané, noms d'origine bainouks ou diola. Également les Bainouks seront pour beaucoup intégrés à la société malinké. Les Mandingues qui régnaient sur le sud du Sénégal protégeaient les ethnies forestières. Le royaume bainouk, vassal du Kaabu, tombera définitivement dans les années 1830, lors de l'incendie qui ravagea leur capitale Birikama, orchestré par les Balantes. Le royaume subissait également les exactions des Diolas et des Mandingues. Les Bainouks cohabitent traditionnellement et jusqu'à présent avec les Diolas, Mancagnes, Balantes, Coniaguis, les Peuls et les Mandingues.

## Population
Physiquement les Baïnouks sont plutôt de petite taille et robustes. On dit d'eux qu'ils sont les plus petits de taille au Sénégal, contrairement aux balanta, Peuls et Sérères qui sont grands et élancés.
Ils habitent les forêts du sud de la Gambie de la Casamance et en Guinée-Bissau. Autrefois ils vivaient de la pêche, de la chasse, de l'agriculture et de l'élevage, mais aujourd'hui dans les grandes villes de Dakar, Kaolack, Ziguinchor, Tambacounda, Bignona et la Communauté rurale de Niamone, ils pratiquent divers métiers.

## Langue
Ils parlent le baïnouk, une langue rattachée à la branche nord des langues atlantiques, elles-mêmes sous-catégorie des langues nigéro-congolaises. Elle comporte deux variantes, le baïnouk-gunyaamolo et le baïnouk-samik.

## Patronymes
Les patronymes baïnouk les plus courants sont Diandy, Coly, Diémé, Sagna, Diatta, Sambou, Badji, Kabo, Biagui.

## Organisation sociale
Traditionnellement la société baïnouk est hiérarchisée par les classes d'âge, le pouvoir des plus anciens, les rites d'initiation. La société baïnouk est matrilinéaire. C'étaient les fils des tantes maternelles qui héritaient du pouvoir royal. Comme dans presque toutes les sociétés africaines, la femme a beaucoup de pouvoir. Les Baïnouks sont aussi souvent musulmans que chrétiens. Certains rites de leur religion d'origine, subsistent toujours.